# Thierschstraße 27 (München)

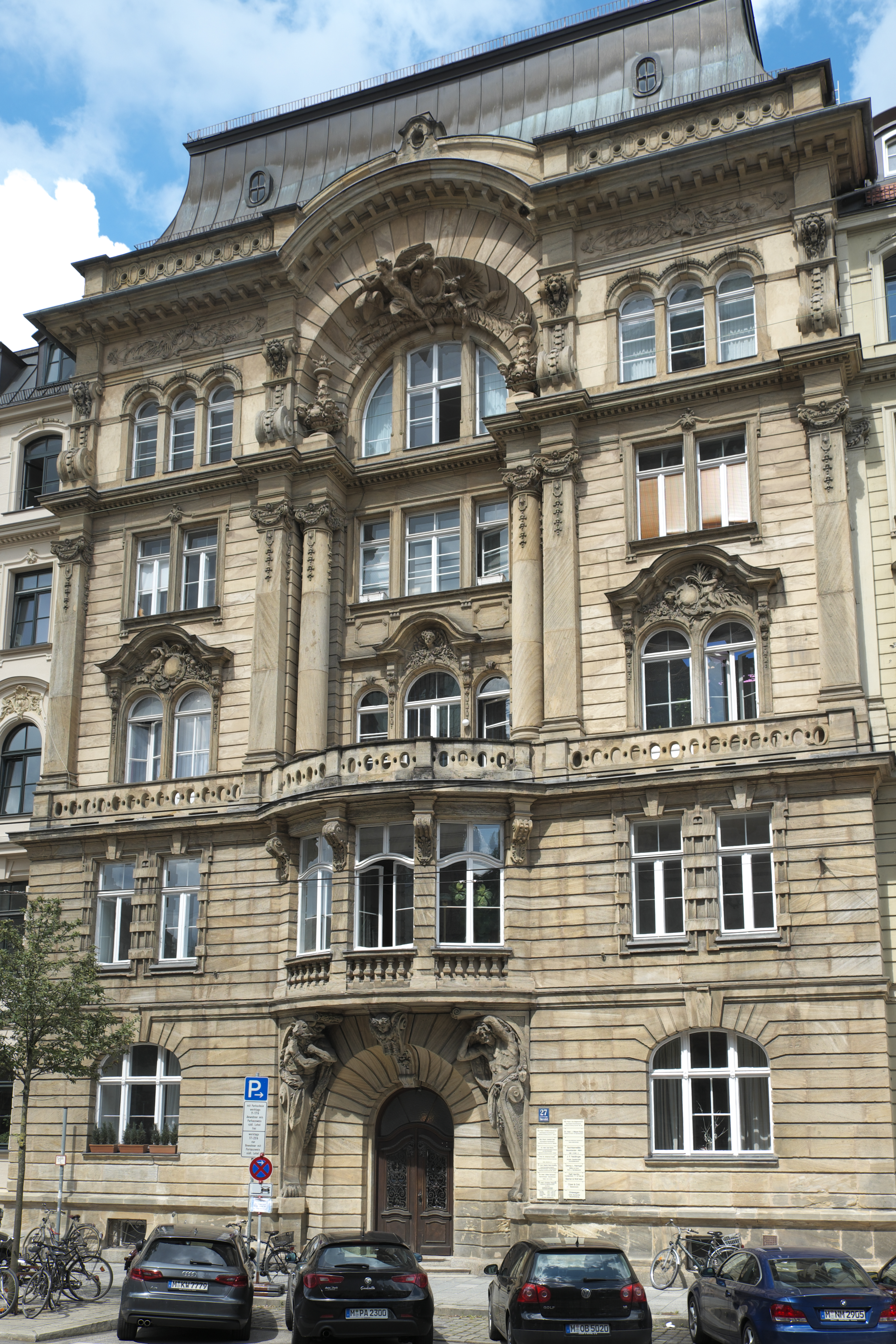
Haus Thierschstraße 27 in München

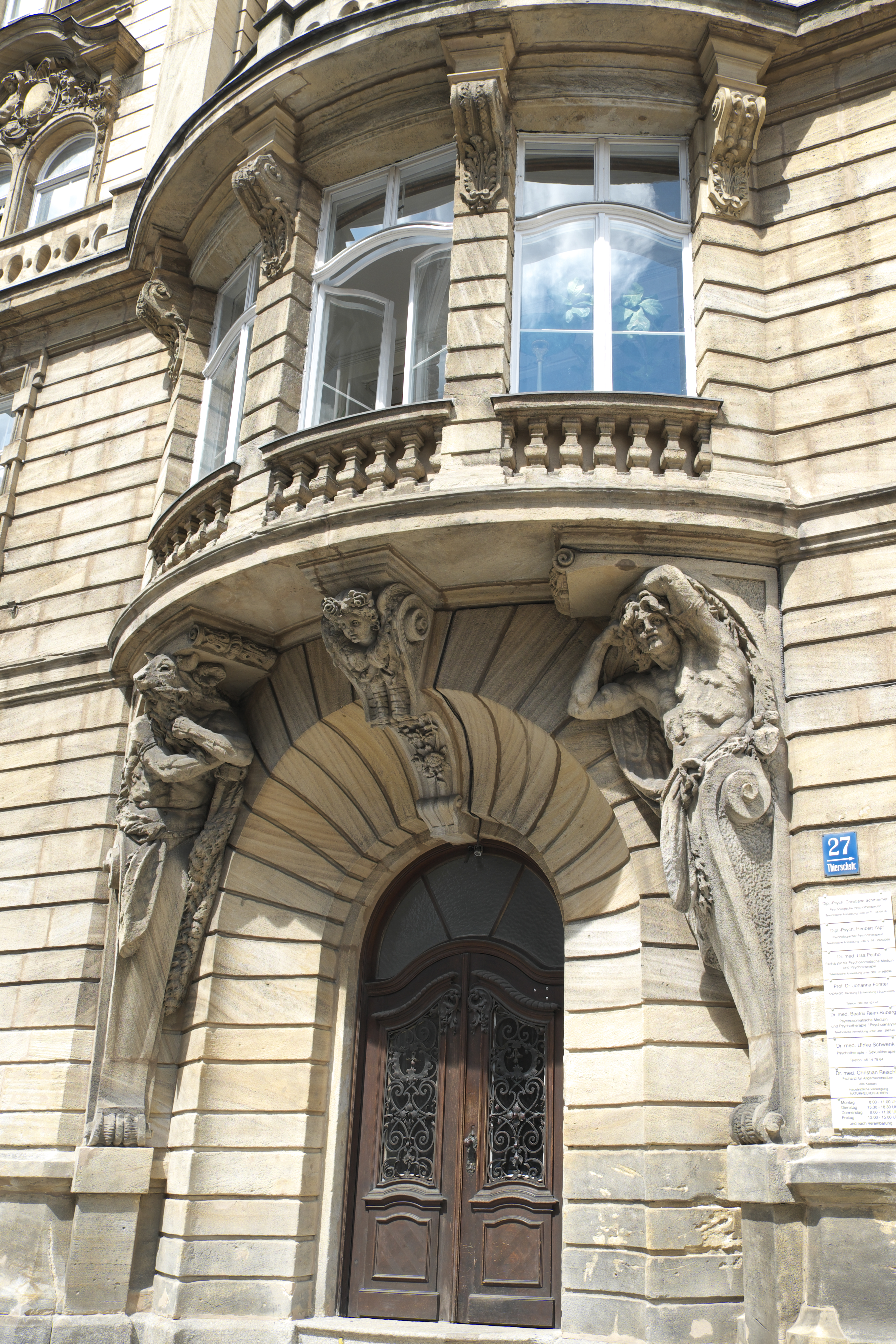
Portal und Atlanten

Das Gebäude Thierschstraße 27 im Stadtteil Lehel in München wurde 1889 errichtet. Das Wohnhaus ist ein geschütztes Baudenkmal.

## Geschichte
Das Mietshaus im Stil des Neubarock wurde von den Architekten Albin Lincke und Max Littmann errichtet. Das Gebäude gehört zusammen mit den Häusern Nr. 25 und 29 zu einer monumentalen Baugruppe. Die Fassade der Nr. 27 bildet als risalitartig überhöhter Mittelbau den zentralen Aspekt der Baugruppe. Die Skulpturen der Hausteinfassade wurden von Anton Kaindl geschaffen. Zwei Atlanten tragen scheinbar den Mittelrisalit.
Im Dachgeschoss wurde 1946 durch den Architekten Wilhelm Becker ein Atelier für den Kunstmaler Carl Durban, verheiratet mit der Malerin Erika Durban-Hofmann, geschaffen.